# Peleteria apicalis
Peleteria apicalis är en tvåvingeart som beskrevs av Walker 1853. Peleteria apicalis ingår i släktet Peleteria och familjen parasitflugor.
Artens utbredningsområde är Colombia. Inga underarter finns listade i Catalogue of Life.